# Hrvatski Nogometni Klub Hajduk Split
El Hrvatski Nogometni klub Hajduk Split (en español: Club de Fútbol Croata Hajduk de Split), conocido simplemente como Hajduk es un club de fútbol croata de la ciudad de Split, fundado en 1911. El club disputa sus partidos como local en el estadio Poljud, inaugurado en 1979 y con capacidad para 35.000 espectadores. Los colores tradicionales de la entidad y su uniforme son camisetas blancas y pantalones azules. El Hajduk mantiene una gran rivalidad con el club de la capital, el GNK Dinamo Zagreb, con el cual disputa el "Derbi Eterno de Croacia".
Entre los años 1920 y 1940, el Hajduk participó en el campeonato nacional del Reino de Yugoslavia. Tras la Segunda Guerra Mundial y la formación del sistema de ligas yugoslavo en 1946, el Hajduk participó en la máxima competición durante el periodo de la RFS de Yugoslavia. Tras la desintegración de Yugoslavia, el club fue uno de los equipos que formaron y participaron en la temporada inaugural de la Primera división croata en 1992. El Hajduk es uno de los clubes más exitosos de Croacia y la antigua Yugoslavia y en su palmarés cuenta con nueve ligas yugoslavas y seis croatas, nueve Copas yugoslavas y siete Copas croatas.
El 12 de febrero de 2011, el club celebró su centenario con una serie de grandes eventos en la ciudad de Split y en toda Dalmacia, en la que participaron los jugadores y los aficionados.

## Historia

### Orígenes (1911-1941)

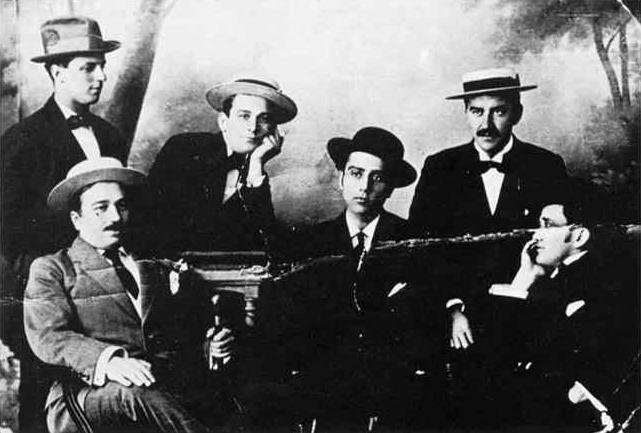
Los fundadores del Hajduk, en la taberna U Fleků de Praga.

El club fue fundado en el histórico pub U Fleků de Praga —entonces parte del Imperio austrohúngaro— por Fabijan Kaliterna, Lucijan Stella, Ivan Šakić y Vjekoslav Ivanišević, un grupo de estudiantes de Split. Tras asistir a un partido entre el AC Sparta y el Slavia SK fueron al pub y decidieron que en su localidad natal debía existir un club profesional.
El club fue oficialmente registrado ante las autoridades el 13 de febrero de 1911. Al tratar de dar un nombre al club, los estudiantes fueron al profesor Josip Barač para ser aconsejados y decidieron que el nombre "Hajduk" simbolizaba "lo mejor de nuestro pueblo: valentía, humanidad, amistad, amor a la libertad, el desafío al poder y protección de los débiles. Sé digno de ese gran nombre".
Los Hajduks fueron bandidos románticos que lucharon contra el imperio de los turcos otomanos. Se especula que el famoso hajduk Andrija Šimić, quien llegó triunfante a Split en 1902 vitoreado por las masas (después de una larga temporada en una prisión de Austria), fue tal vez la inspiración para el nombre. Los fundadores posteriormente diseñaron el escudo del club y un grupo de monjas católicas de un monasterio de Split crearon y repartieron las copias a los aficionados.

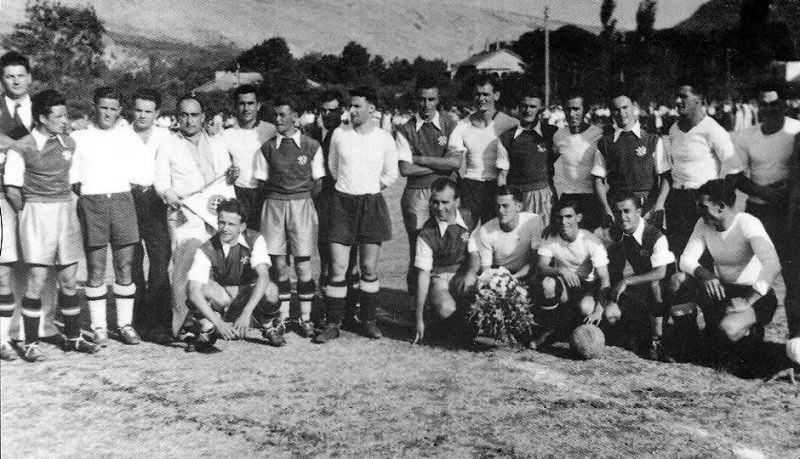
Imagen del Hajduk antes de un partido frente al Zrinjski Mostar el 13 de agosto de 1939.

El club contó con la simpatía de los ciudadanos del partido pro-croata de Split, sindicalistas croatas o puntari. Es por eso que el club tiene en concreto el nombre de "Hrvatski nogometni Klub" (en español: Club de fútbol Croata) y tiene el escudo de Croacia en su emblema. El club en sí estaba en contra de la política del gobierno austro-húngaro de no permitir la unificación de las provincias croatas y mantenerlos separados (el gobierno y el emperador no permitió la reunión de Dalmacia con el resto de Croacia). El primer rival del Hajduk fue el Calcio Spalato, el club de los italianos de Split, en un partido que terminó en victoria, 9-0, para el Hajduk. El primer gol fue de Šime Raunig.
En 1912, el Hajduk jugó su primer partido en Zagreb contra el HAŠK y perdió 3-2. El primer partido internacional contra un rival destacado fue en 1913 contra el Slavia de Praga checo, que humilló al recién formado conjunto croata por 1-13. Después de la formación del Reino de los Serbios, Croatas y Eslovenos, el Hajduk jugó por primera vez en una Liga yugoslava en 1923, sin demasiado éxito.
El Hajduk alcanzó su primer período de gloria a finales de los años veinte, cuando ganó dos campeonatos de Yugoslavia (1927 y 1929), y se clasificó para disputar la Copa de Europa central. Algunos de los mejores jugadores durante este tiempo fueron Leo Lemešić y Vladimir Kragić. Durante la Dictadura del 6 de enero el adjetivo "croata" en el "Club de Fútbol de Croacia" fue reemplazado forzosamente por el adjetivo "yugoslavo". Por otra parte, la década de 1930 fue muy pobre en cuanto a resultados deportivos para el club. Su próximo título fue durante la era de la Banovina de Croacia en 1940-41.
El 12 de febrero de 2011, el Hajduk conmemoró su centenario con una serie de celebraciones en Split y Dalmacia en la que participaron jugadores y aficionados. Así mismo, el club disputó un partido amistoso contra el Slavia Praga y se celebró un concierto tras el encuentro.

### Segunda Guerra Mundial
En abril de 1941, durante la Segunda Guerra Mundial, Yugoslavia fue invadida, ocupada y repartida por las potencias del Eje, y Split pasó directamente a Italia. Los residentes y los jugadores se opusieron a la asimilación italiana, por lo que el club dejó de competir como muestra de protesta a lo largo de la ocupación de Split, al rechazar una oferta para unirse al campeonato italiano con el nombre de "AC Spalato". Después de la capitulación de Italia en 1943, los partisanos temporalmente liberaron Split y desarmaron a la guarnición italiana, pero los alemanes volvieron a ocupar la ciudad e impuso el gobierno títere fascista del Estado Independiente de Croacia (NDH) que habían instalado en Zagreb en 1941. La actitud del club no cambió cuando las autoridades del NDH intentaron incluir al Hajduk en la Copa del Estado Independiente de Croacia, el NDH se granjeó el resentimiento en Split por aliarse y anexarse a Italia. Con los aliados ocupando el sur de Italia y controlando el Mediterráneo, las islas del Adriático se convirtieron en refugio para la resistencia (provocando que el Hajduk se instalase allí en 1944).
Los jugadores del club se unieron al cuartel general partisano en la isla de Vis en el mar Adriático. El 7 de mayo de 1944 en la Fiesta de San Duje, patrono de Split, el Hajduk comenzó a jugar de nuevo como el equipo de fútbol oficial de la resistencia yugoslava. Compitieron con los equipos de fútbol aliados del otro lado del Adriático, en Italia, donde derrotaron a los británicos en un partido amistoso. En este momento, la dirección del club adoptó la estrella roja de los partisanos como la insignia del club en su uniforme blanco y azul. Durante 1945, el Hajduk se embarcó en un torneo a través de Egipto, Palestina, Líbano, Siria y Malta. En el Líbano, Charles de Gaulle dio al Hajduk el título del equipo de honor de la Francia libre.
Con su habilidad y "único espíritu de Dalmacia", el club impresionó a Tito, que asistía con frecuencia a los partidos. Después de la guerra invitó al Hajduk a trasladarse a la ciudad de Belgrado, la capital yugoslava, y convertirse en el equipo oficial del Ejército Popular Yugoslavo (JNA), pero el Hajduk se negó a abandonar su ciudad natal de Split. El club, sin embargo, continuó disfrutando de la reputación de "equipo favorito de Tito" mucho tiempo, incluso después de la guerra, debido a la relación de amistad con la resistencia de la que se benefició el Hajduk de muchas maneras. Entre otras cosas, fue uno de los pocos clubes de fútbol de Yugoslavia (y el único importante), que no fue disuelto después del conflicto por el gobierno comunista (como fue el caso de otros muchos clubes, como el BSK, Građanski, Jugoslavija, Concordia, HAŠK y el Slavija).

### El equipo de Tito(1945-1969)
Después de la Segunda Guerra Mundial, el Hajduk continuó jugando en el campeonato y la Copa de Yugoslavia. En 1946, ganaron el campeonato croata y fundó la revista Hajdukov Vjesnik ("El Diario de Hajduk"). En 1948-1949, el Hajduk viajó a Australia y se convirtió en el primer equipo de Yugoslavia que jugaba en todos los continentes. El club ganó el campeonato yugoslavo de 1950 sin una sola derrota y estableció un récord que nadie había logrado todavía. El 28 de octubre de 1950, un día antes de un decisivo partido contra el Estrella Roja (saldado con victoria por 2-1), fue fundado Torcida Split, la agrupación de seguidores del Hajduk, por el estudiante de ingeniería Vjenceslav Žuvela, que eligió el nombre por la famosa y entusiasta Torcida brasileña y, así, la asociación se convirtió en el primer grupo organizado de seguidores en Europa. Al año siguiente se reconstruyó el estadio Stari Plac.

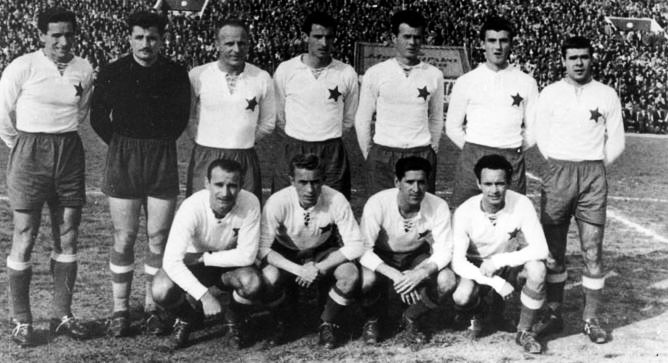
Los futbolistas del Hajduk en 1955 portando el escudo con la estrella roja.

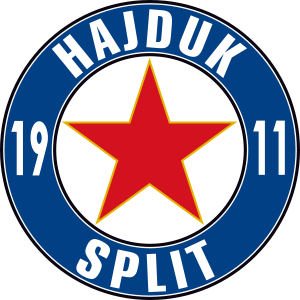
Escudo del club entre 1960 y 1990.

Las temporadas siguientes mostraron la supremacía del Hajduk en el campeonato doméstico, pero también las manipulaciones políticas para evitar su éxito. Por un lado, la Torcida fue visto como un grupo hostil por parte de las autoridades comunistas, pues representaba un riesgo para la conciencia nacional del nuevo Estado yugoslavo. La dirección del Hajduk fue sancionada, el capitán del equipo expulsado del Partido Comunista, y Vjenceslav Žuvela fue encarcelado. Además, en las vacaciones de invierno de la temporada 1952-53, el Hajduk se fue de gira a Sudamérica tras una invitación de Juan Perón. Esto provocó un retraso en el regreso del club a Yugoslavia, pero el campeonato no se detuvo y el equipo juvenil del Hajduk disputó los partidos contra el BSK y el Spartak Subotica que acabaron ambos en derrota. A pesar de que el Hajduk, posteriormente, venció al Estrella Roja de Belgrado por 4-1, el Estrella Roja se convirtió en el campeón. La temporada siguiente hubo polémicas similares, esta vez, con los futbolistas Vladimir Beara y Bernard Vukas, que se incorporaron tarde a los entrenamientos del equipo nacional, lo que resultó en una suspensión de un mes. Sin estos futbolistas, esenciales para el Hajduk, el club perdió partidos importantes y el Dinamo Zagreb ganó el campeonato. Todo esto llevó a que la leyenda del club, Frane Matošić, irrumpiese en una reunión de la Asociación Yugoslava de Fútbol bromeando: "¿Tienen, por lo menos, un gramo de integridad?". El 3 de abril de 1955 en Zagreb, el Hajduk Split derrotó al Dinamo por 6-0, la mayor victoria en el derbi entre los dos mayores clubes croatas. En 1955, el Hajduk ganó el campeonato y la Asociación de Fútbol de Yugoslavia envió al Hajduk como los campeones de la Copa Mitropa, mientras que el Partizan fue elegido para participar en la primera edición de la Copa de Europa.

### Dominio intermitente e incidente del OFK Belgrado (1970-1991)
Entre 1970-1980 el Hajduk tuvo algunos de sus mejores años en RFS de Yugoslavia. La "Generación de Oro" ganó cinco Copas consecutivas y tres campeonatos desde 1972 a 1979. Fue el tercer club más exitoso de Yugoslavia, muy por encima del resto, incluyendo el NK Dinamo.
El Hajduk Split conquistó la Liga yugoslava 1970–71 aventajando en cuatro puntos al FK Željezničar Sarajevo, subcampeón. Sin embargo, aquella temporada fue más recordada por los graves incidentes ocurridos contra el OFK Belgrado. En el estadio Stari plac en otoño de 1970 el partido ante el OFK se encontraba empatado a dos goles, cuando el árbitro del partido, el señor Ristić, cayó inconsciente después de ser golpeado en la cabeza con un objeto lanzado desde las gradas. El partido se detuvo y la Federación Yugoslava decidió conceder la victoria por 0-3 al OFK Belgrado. La medida disciplinaria desencadenó una enorme polémica con violentas protestas en Split, que rápidamente asumieron un marcado carácter anti-Belgrado y anti-serbio. La Torcida comenzó a buscar coches aparcados en Split con la matrícula de Belgrado y lanzándolos al mar desde los muelles durante las protestas. La Federación, ante la gravedad de los incidentes y tras la presión política, decidió restaurar el empate a dos original.
En ese momento el equipo contaba con Petar Nadoveza (que terminó su carrera a principios de la década), el portero Ivan Katalinić (más tarde, entrenador del equipo), Dragan Holcer, Jurica Jerković, Luka Peruzović, Vilson Džoni, Brane Oblak, Dražen Mužinić, Ivica Šurjak, Ivan Buljan, Slaviša Žungul y las estrellas emergentes Zoran Vujović y Zlatko Vujović. El entrenador era Tomislav Ivić, que ganó tres campeonatos y cuatro Copas. Con gran éxito en las competiciones nacionales (nueve trofeos en diez años) e internacionales, el Hajduk cayó en las semifinales de la Recopa de Europa ante el Leeds United en 1973. El equipo de Split se hizo con cinco Copas consecutivas entre 1972-1977, y durante la final de 1976, derrotó al Partizán 6-1.
En 1979, el Hajduk se trasladó al nuevo estadio Poljud. Sin embargo, la década de 1980 fue notablemente menos exitosa aunque el equipo disfrutó de mayor éxito en competiciones europeas que en los torneos domésticos, y durante esa década el Hajduk derrotó a equipos como el Valencia CF, FC Bordeaux, FC Metz, VfB Stuttgart, FC Torino, Olympique de Marseille y Manchester United. Jugadores destacados fueron Blaž Slišković, popularmente conocido como "abuela", Zoran Vulić, Aljoša Asanović e Ivan Gudelj.
El 8 de mayo de 1991, el Hajduk ganó la final de la Copa Yugoslava, derrotando a los campeones de Europa del Estrella Roja 1-0 con el único gol anotado por Alen Bokšić. Fue durante este tiempo que Croacia declaró su independencia de Yugoslavia. El Hajduk finalmente fue capaz de recuperar su emblema tradicional ajedrezado de Croacia, pero sin la estrella roja.

### Independencia de Croacia
En los primeros cuatro años de la Prva HNL (la liga de fútbol de Croacia), el Hajduk dominó el campeonato nacional por encima de sus rivales de Zagreb, ganando tres títulos de liga (1992, 1994 y 1995), además de llegar a los cuartos de final de la Liga de Campeones de 1994—95, donde fue eliminado por el campeón, el Ajax de Louis van Gaal. En el Stadion Poljud, el Hajduk logró empatar a cero, pero en Ámsterdam, el Ajax goleó por tres goles a cero a los croatas con dos goles de Frank de Boer y Kanu. En aquella histórica temporada, el Hajduk contaba en sus filas con futbolistas como Mirsad Hibić, Nenad Pralija, Aljoša Asanović, Milan Rapaić o Ivica Mornar. Sin embargo, pese al gran momento deportivo del club, la dirección comenzó a experimentar problemas financieros con una cuenta bloqueada, lo que supuso una enorme carga. Cuando el equipo nacional de Croacia logró la histórica tercera plaza en la Copa del Mundo de 1998 en Francia, en el once inicial había cinco jugadores formados en el Hajduk.
Los próximos cinco años el Hajduk Split estuvo a la sombra de su encarnizado rival del Dinamo Zagreb y la Liga de Campeones ya no estaba a su alcance. Tras el fracaso de la escena nacional e internacional, los seguidores comenzaron a buscar la destitución de funcionarios de la administración, y circularon rumores sobre la posible privatización del club que, en ese momento, no ocurrió. Mientras que el Croatia Zagreb ganaba títulos, el Hajduk tenía problemas para fichar jugadores para la Liga. El descontento entre los aficionados creció tanto que algunos irrumpieron en las instalaciones del club. Sin embargo, el club logró proclamarse campeón de Copa en 2000 y de Liga en 2001, pero las condiciones financieras del club eran terribles y la entidad estaba al borde de la bancarrota.

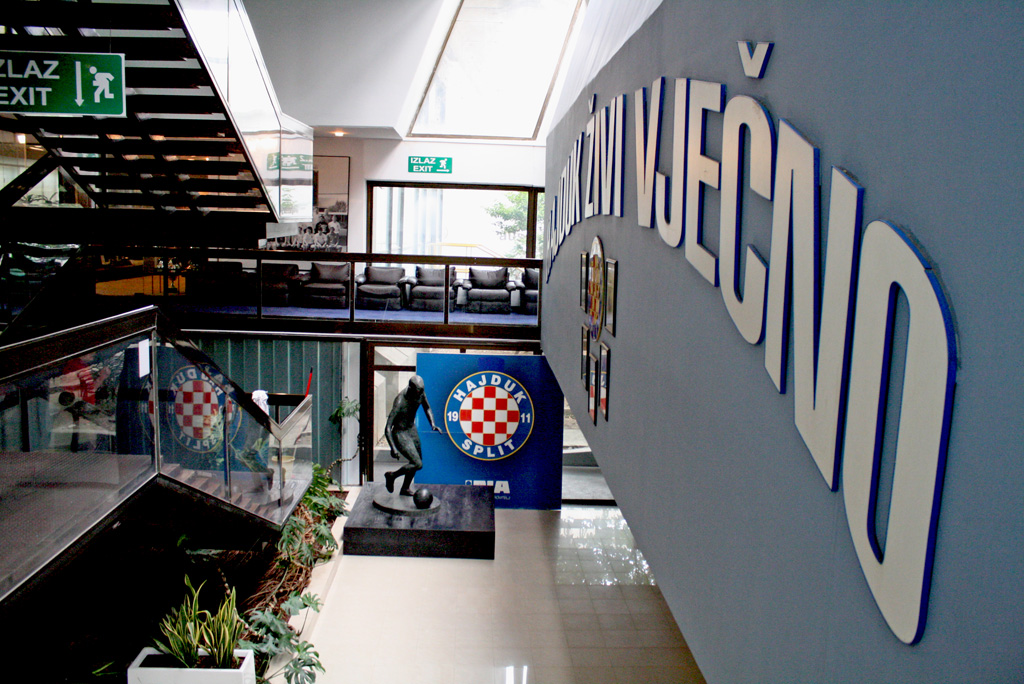
Interior del moderno estadio Poljud.

Antes de la temporada 2003-04, Igor Štimac se convirtió en el director deportivo mientras el club traspasó algunos jugadores importantes y compró otros más modestos, argumentando que el club necesitaba los fondos para reconstruirse a sí mismo. En 2005 fichó al capitán del Dinamo Niko Kranjčar y a su exentrenador Miroslav Blažević. Con estos cambios de alto perfil el Hajduk mejoró notablemente y logró ganar las ligas de 2004 y 2005 de manera autoritaria. Sin embargo, en 2006 el Hajduk acabó quinto, sin clasificarse para disputar competiciones europeas al año siguiente. Tres entrenadores fueron contratados y despedidos y Štimac abandonó su puesto como director deportivo. En 2007 el club fichó jugadores veteranos y contrastados como los internacionales Igor Tudor y Florin Cernat con la esperanza de impulsar el club, pero esta estrategia no funcionó y pronto el entrenador Ivan Pudar fue despedido. Dos años más tarde el Hajduk volvió a ser quinto en el campeonato.
En junio de 2008, Mate Peroš fue elegido presidente del Hajduk. Cambió el personal profesional completo, reorganizó la administración y los resultados fueron notables. El Hajduk tuvo su primera victoria contra el Dinamo en el estadio Maksimir (0-2) después de cinco años y medio y el primero con más de un gol de diferencia en 48 años. Pese a ello, el Hajduk acabó la temporada en segundo lugar detrás de Dinamo Zagreb y jugó la final de la Copa de Croacia.

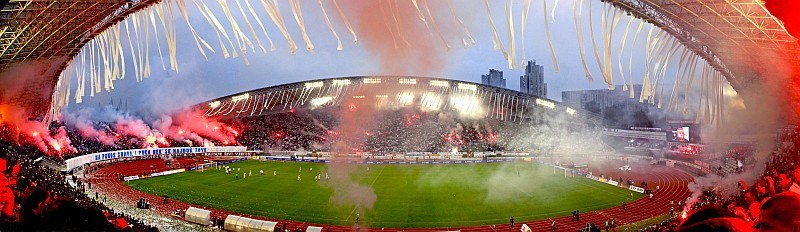
Celebraciones en Poljud con motivo del centenario del club (febrero de 2011).

El Hajduk se convirtió en una sociedad anónima con Joško Svaguša como el nuevo presidente en 2009. Ivica Kalinić llegó al Hajduk, pero renunció debido a un ataque al corazón. Edoardo Reja lo sustituyó en el banquillo, pero en febrero fue contratado por el Lazio y el Hajduk firmó a Stanko Poklepović y terminó la temporada en segundo lugar, una vez más detrás de Dinamo, pero ganó la Copa de Croacia en la final contra el Šibenik.
El 12 de febrero de 2011, el Hajduk conmemoró su centenario con una serie de celebraciones en Split y Dalmacia en la que participaron jugadores y aficionados. Así mismo, el club disputó un partido amistoso contra el Slavia Praga y se celebró un concierto tras el encuentro.
En julio de 2019 recibió lo que para muchos fue la derrota más humillante del club al quedar apeado de la segunda ronda previa de la Europa League tras un 1 a 3 contra el Gżira United FC maltés.Lo que provocó graves altercados y destrozos en su estadio.

## Estadio

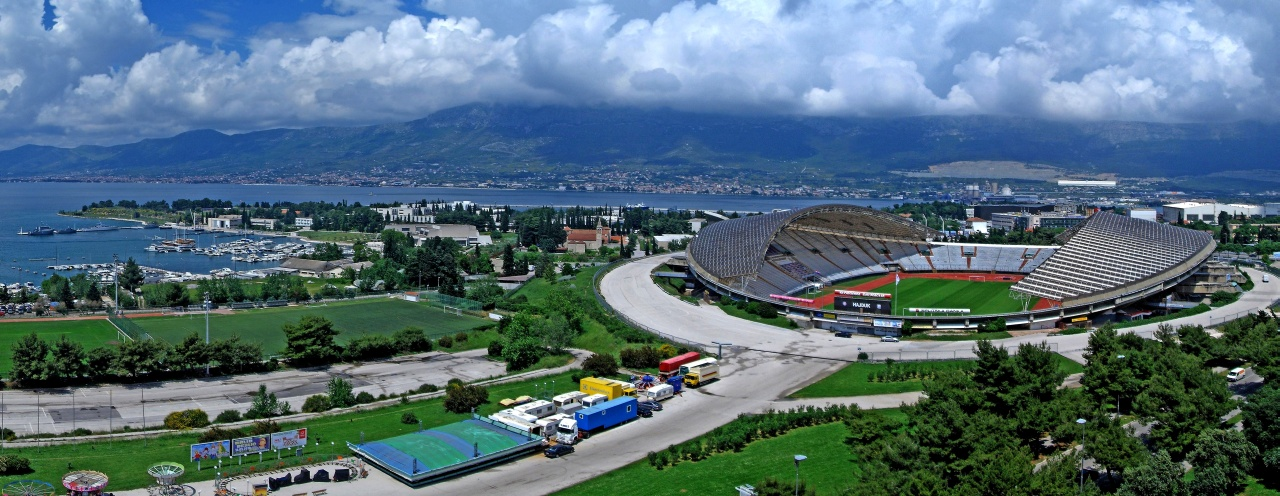
Estadio Poljud.

El estadio donde disputa el Hajduk sus partidos como local es el Gradski stadion u Poljudu de Split, el cual cuenta con capacidad para 35.000 espectadores y se encuentra cerca del puerto de la ciudad. El estadio fue construido para los Juegos del Mediterráneo de 1979 y fue sede, también, del Campeonato Europeo de Atletismo de 1990 y la Copa del Mundo de Atletismo 2010. El estadio es conocido cariñosamente por los lugareños como el "Poljudska ljepotica". Su arquitecto Boris Magaš, fue elegido entre otras veinte personas en un concurso de 1975. La mayor asistencia registrada fue en 1980 en un partido contra el Hamburgo SV ante 52.000 personas. Dos años más tarde, después de que el estadio fue remodelado completamente y su capacidad se incrementó a 62.000 espectadores para el derbi contra el Dinamo Zagreb.
Entre 1911 y 1979 el Hajduk jugó en el estadio Kod stare Plinare, que es utilizado actualmente por el club de rugby RK Nada. El nombre del estadio fue Krajeva njiva y desde que se mudó el Hajduk a Poljud, el estadio ha pasado a llamarse Stari Plac.
El estadio también fue sede de un partido entre Yugoslavia y Holanda de la fase de clasificación de la UEFA Euro 1972. Los aficionados que más tarde restablecieron el nombre una vez prohibido de Torcida, se encontraban en las gradas del este. En Poljud se han disputado desde su inauguración 3.148 partidos, con 9.542 goles a favor, 11 campeonatos y seis copas ganadas.

## Afición y rivalidades

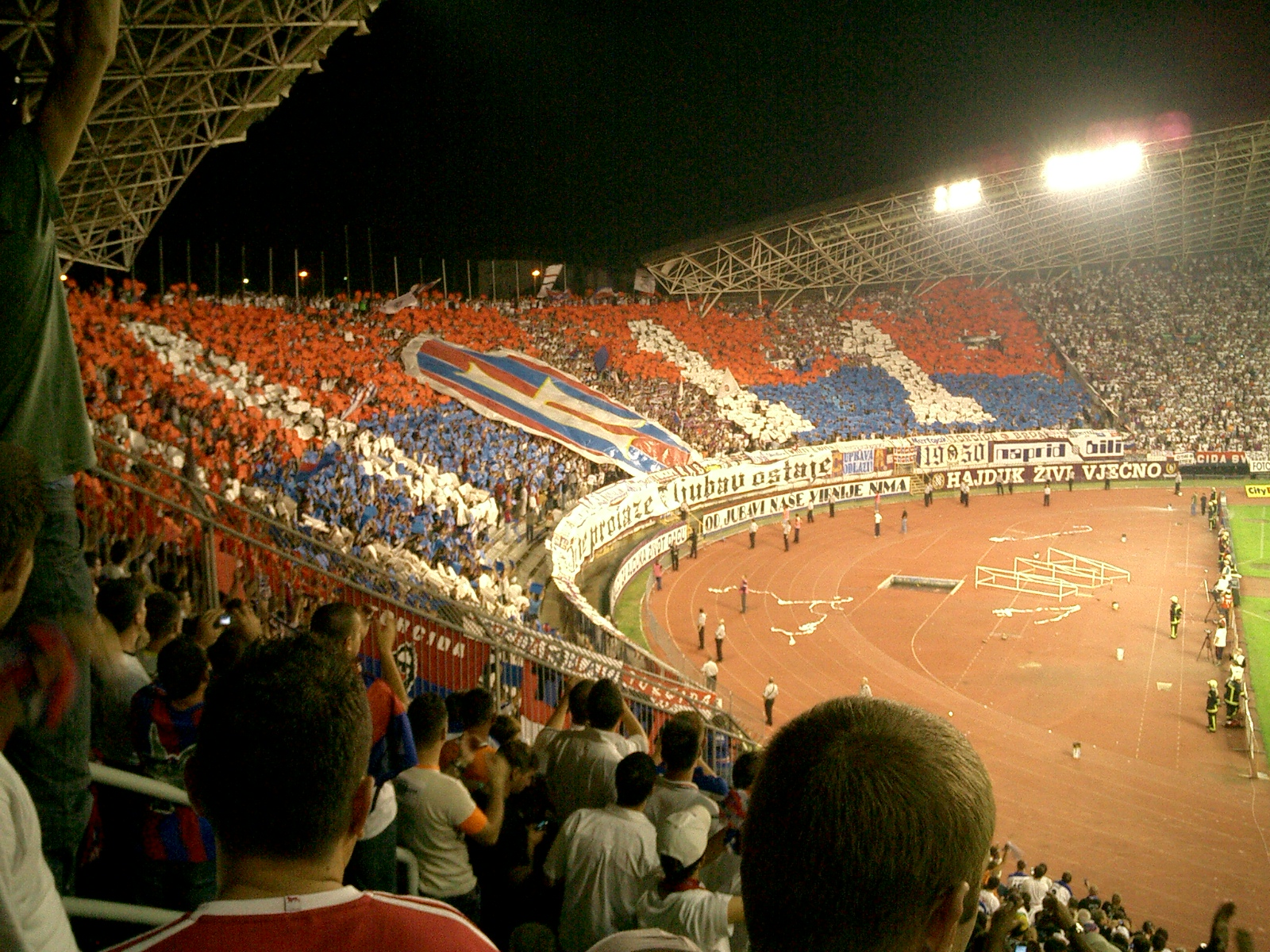
Mosaico de la Torcida Split durante un derbi en 2006.

Los aficionados del Hajduk Split, la Torcida Split, se formaron el 28 de octubre de 1950. Tomaron su nombre del grupo de aficionados brasileños que idolatraban, nombre que viene del portugués torcer que significa "animar a". Torcida Split es el grupo organizado de aficionados de fútbol más antiguo de Europa. Los aficionados llaman Bili a los jugadores del Hajduk, que en el dialecto local dalmático significa "Los Blancos". "Hajduk vive para siempre" es el eslogan de sus seguidores.
Los miembros de la Torcida y otros fervientes seguidores se reúnen en la grada norte del estadio Poljud, desde donde apoyan a su club. El "Corazón de Hajduk" (en croata: Hajdučko srce) es un premio anual de fútbol que se creó en 1994 y está oficialmente otorgado por la Torcida Split al jugador del Hajduk del año, es decir, al futbolista de mejor rendimiento durante la temporada.
El mayor rival del Hajduk tradicionalmente ha sido, tanto por títulos como por tratarse del club de la capital, el GNK Dinamo Zagreb, cuyos partidos entre los dos equipos se conocen como el Derbi Eterno de Croacia. Además, el Hajduk también mantiene una rivalidad regional con el Rijeka, cuyos partidos se conocen como el clásico del Adriático. También existen rivalidades importantes con los anteriores grandes clubes de la ex Yugoslavia y ahora Serbia, el Estrella Roja de Belgrado y el Partizan, que junto con el Hajduk y el Dinamo fueron parte de los conocidos como "Los cuatro grandes de Yugoslavia", los clubes más grandes y de mayor éxito del extinto país.

## Números retirados
- 12 - Aficionados del club.

## Entrenadores
- Oldřich Just, 1911–1912
- Josef Šwagrovský, 1912
- Otto Bohata, 1913
- Norbert Zajíček, 1914
- Zdeňek Jahn, 1915–1918
- Karel Šťastný, 1919
- Rudolf Štapl, 1920
- Fraňo Zoubek, 1920
- Franz Mantler, 1921
- Jindřich Šoltis, 1922
- Václav Pinc, 1922
- Jaroslav Bohata, 1923
- Luka Kaliterna, 1923–1930
- Erwin Puschner, 1930
- Luka Kaliterna, 1930–1936
- Ante Blažević, 1936
- Karel Senecký, 1937
- Luka Kaliterna, 1937
- Illés Spitz, 1938–1939
- Ljubo Benčić, 1939–1940
- Jiří Sobotka, 1940
- Ljubo Benčić, 1940
- Jiří Sobotka, 1941
- Ljubo Benčić, 1941–1948
- Luka Kaliterna, 1948–1951
- Branko Bakotić, 1951
- Jozo Matošić, 1952–1954
- Aleksandar Tomašević, 1954–1955
- Ljubo Benčić, 1955–1956
- Frane Matošić, 1956–1958
- Ivo Radovniković, 1958–1959
- Milovan Ćirić, 1959–1961
- Leo Lemešić, 1961–1962
- Florijan Matekalo, 1962
- Lenko Grčić, 1963
- Milovan Ćirić, 1963
- Ozren Nedoklan, 1964
- Frane Matošić, 1965
- Dušan Nenković, 1965–1969
- Slavko Luštica, 1969–1971
- Tomislav Ivić, 1972
- Branko Zebec, 1972–1973
- Tomislav Ivić, 1973–1976
- Josip Duvančić, 1976–1977
- Vlatko Marković, 1977–1978
- Tomislav Ivić, 1978–1980
- Ante Mladinić, 1980–1982
- Petar Nadoveza, 1982–1984
- Stanko Poklepović, 1984–1986
- Sergije Krešić, 1986
- Josip Skoblar, 1986–1987
- Marin Kovačić, 1987
- Tomislav Ivić, 1987
- Ivan Vutsov, 1987
- Petar Nadoveza, 1988–1989
- Luka Peruzović, 1989–1990
- Josip Skoblar, 1990–1991
- Stanko Poklepović, 1991–1993
- Ivan Katalinić, 1993–1995
- Ivan Buljan, 1995
- Mirko Jozić, 1995–1996
- Ivan Buljan, 1996–1997
- Luka Bonačić, 1997
- Tomislav Ivić, 1997
- Luka Bonačić, 1997–1998
- Zoran Vulić, 1998
- Ivan Katalinić, 1998–1999
- Ivica Matković, 1999–2000
- Petar Nadoveza, 2000
- Zoran Vulić, 2000–2001
- Nenad Gračan, 2001
- Slaven Bilić, 2001–2002
- Zoran Vulić, 2002–2004
- Petar Nadoveza, 2004
- Ivan Katalinić, 2004
- Blaž Slišković, 2004–2005
- Igor Štimac, 2005
- Miroslav Blažević, 2005
- Ivan Gudelj, 2005–2006
- Luka Bonačić, 2006
- Zoran Vulić, 2006–2007
- Ivan Pudar, 2007
- Sergije Krešić, 2007
- Robert Jarni, 2007–2008
- Goran Vučević, 2008
- Ante Miše, 2008–2009
- Edoardo Reja, 2009–2010
- Stanko Poklepović, 2010
- Goran Vučević, 2010–2011
- Ante Miše, 2011
- Krasimir Balakov, 2011–2012
- Mišo Krstičević, 2012-2013
- Igor Tudor 2013-2014
- Damir Buric 2014-2016
- Marijan Pušnik 2016
- Joan Carrillo (2016-2018)
- Željko Kopić (2018)
- Zoran Vulić (2018)
- Siniša Oreščanin (2018-2019)
- Damir Burić (2019)
- Igor Tudor (2020)
- Hari Vukas (2020)
- Boro Primorac (2020-2021)
- Paolo Tramezzani (2021)
- Jens Gustafsson (may. 2021 - nov. 2021)
- Valdas Dambrauskas (2021 - sep. 2022)
- Mislav Karoglan (sep. 2022 - 31 dic. 2022)
- Ivan Leko (dic. 2023 - oct. 2023)
- Mislav Karoglan (oct. 2023 - abr. 2024)
- Gennaro Gattuso (jun. 2024 - jun. 2025)
- Gonzalo García (jun. 2025 -)

## Palmarés

### Profesionales

#### Torneos nacionales (40)
Ligas Nacionales: 18
- Banovina de Croacia (1): 1940-41
- República Socialista de Croacia (2): 1945, 1946
- Primera Liga de Yugoslavia (9):

1927, 1929, 1950, 1952, 1955, 1971, 1974, 1975, 1979
- Primera Liga de Croacia (6):

1992, 1994, 1995, 2001, 2004, 2005
Copas Nacionales: 17 
- Copa de Yugoslavia (9):

1967, 1972, 1973, 1974, 1976, 1977, 1984, 1987, 1991
- Copa de Croacia (8):

1993, 1995, 2000, 2003, 2010, 2013, 2022, 2023
Supercopas Nacionales: 5 
- Supercopa de Croacia (5):

1992, 1993, 1994, 2004, 2005

#### Torneos amistosos
- Trofeo Ciudad de La Línea: 1974
- Brugse metten: 1976[23]
- Torneo marjan (12): 1974, 1975, 1976, 1977,[24] 1979, 1980, 1981, 1983, 1984, 1985, 1989, 2002
- Copa Sultán (2): 2012
- Torneo Memorial Andrija Anković: 2013

### Juveniles

#### Torneos nacionales
- Liga Premier Junior de Yugoslavia (Sub-18) (5): 1952, 1970, 1971, 1978, 1985[25]
- Copa Junior de Yugoslavia (Sub-18) (6): 1970, 1971, 1972, 1977, 1979, 1980
- Liga Premier Croata Junior (Sub-18) (22): 1949, 1953, 1956, 1957, 1965, 1969, 1970, 1971, 1975, 1978, 1982, 1985, 1988, 1989, 1990, 1991, 1995, 1997, 1998, 2004, 2005, 2012[26][27]
- Liga Premier Croata Cadete (Sub-17) (7): 1995, 1996, 1997, 2001, 2004, 2005, 2012[27]

#### Torneos internacionales
- Torneo Internacional de la Amistad de Cadetes (San Giorgio, Italia) (Sub-17) (2): 1989, 1993[28]
- Supercopa Junior (Berna, Suiza) (Sub-18): 1998[29]
- Kvarnerska rivijera (Rijeka, Croacia) (Sub-18) (11): 1953, 1958, 1972, 1979, 1980, 1988, 1990, 1994, 1997, 1998, 2000[30]
- Torneo Internacional Sub-18 (Croix, Francia) (2): 1971, 1972[31]
- Torneo Esperanzas Sub-20 (Monthey, Suiza) (2): 1997, 1998[32]
- Copa Jugend (Bludenz, Vorarlberg, Austria) (Sub-17): 1995[33]

## Presidentes
| - Kruno Kolombatović (1911-1912) - Ante Katunarić (1912-1913) - Grga Anđelović (1913) - Ante Katunarić (1913) - Vladimir Šore (1913-1921) - Silvije Matulić (1921) - Vjekoslav Fulgosi (1921-1923) - Antun Grgin (1923-1924) - Vjekoslav Fulgosi (1925-1926) - Antun Grgin (1926-1927) - Ante Kovačić Šibiškin (1927-1930) - Žarko Dešković (1930-1932) - Ante Starčević (1932-1933) - Vjenceslav Celigoj (1933-1936) - Fabjan Kaliterna (1936) - Pave Kamber (1936-1938) - Mihovil Miće Novak (1938) - Petar Machiedo (1938-1939) - Janko Rodin (1939-1945) - Humbert Faris (1945-1946) | - Nikola Papić (1946-1947) - Humbert Faris (1947-1949) - Ivo Raić (1949) - Marin Vidan (1950-1953) - Marko Markovina (1953-1958) - Petar Alfirević (1958-1962) - Petar Rončević (1962-1964) - Josip Košta (1964-1966) - Josip Gribulić (1966-1970) - Tito Kirigin (1970-1980) - Ante Skataretiko (1980-1981) - Ivo Šantić (1981-1984) - Anton Kovač (1984-1985) - Joško Vidošević (1985-1986) - Vlado Bučević (1986-1988) - Kolja Marasović (1988-1990) - Stjepan Jukić Peladić (1990-1992) - Nadan Vidošević (1992-1996) - Anđelko Gabrić (1996-1997) - Željko Kovačević (1997-2000) | - Branko Grgić (2000-2007) - Željko Jerkov (2008) - Mate Peroš (2008) - Joško Svaguša (2009-2010) - Josip Grbić (2010–2011) - Hrvoje Maleš (2011–2012) - Marin Brbić (2012–2021) - Luksa Jakobusic (2021-) |